# Tannenhausen
Tannenhausen ist ein Ortsteil der Kreisstadt Aurich im Landkreis Aurich in Ostfriesland, Niedersachsen.

## Geografie
Tannenhausen liegt inmitten eines sandigen Heidegebietes. Am Ortsrand befindet sich der mit 89,2 Hektar größte Hochmoorsee Deutschlands, das „Ewige Meer“. Ein weiteres Gewässer ist eine ehemalige Kiesgrube, die zu einem stark besuchten Badesee in der Region geworden ist (Badesee Tannenhausen). Ebenfalls beliebt ist der Silbersee im angrenzenden Meerhusener Wald (Dietrichsfelder Straße). Der Waldsee, in dem nicht gebadet werden darf, befindet sich im Ortsteil Bernuthsfeld. Das umgebende Waldgebiet erstreckt sich über die Ortsteile Tannenhausen, Dietrichsfeld und Sandhorst.

## Geschichte
Tannenhausen entwickelte sich durch die Besiedlung der Hochmoore nördlich von Aurich mit Kolonisten auf Grundlage des preußischen Urbarmachungsediktes von 1765. 1801/02 gründete der Auricher Rentmeister Julius Dietrich Tannen (1752–1829) die Kolonie Tannendorf, später Tannenhausen. Am 1. Juli 1972 wurde Tannenhausen aufgrund der Gebietsreform in Niedersachsen in die Stadt Aurich eingegliedert. und ist heute ein Ortsteil von Aurich. In den letzten Jahren haben sich die Einwohnerzahlen stetig erhöht, 2005 waren es 1845 Einwohner. Dies hängt unter anderem damit zusammen, dass Tannenhausen seit den 1970er Jahren zum Naherholungsgebiet und als touristischer Anziehungspunkt ausgebaut wurde. Dazu gehört unter anderem eine große Ferienhaussiedlung.

## Politik

### Ortsrat

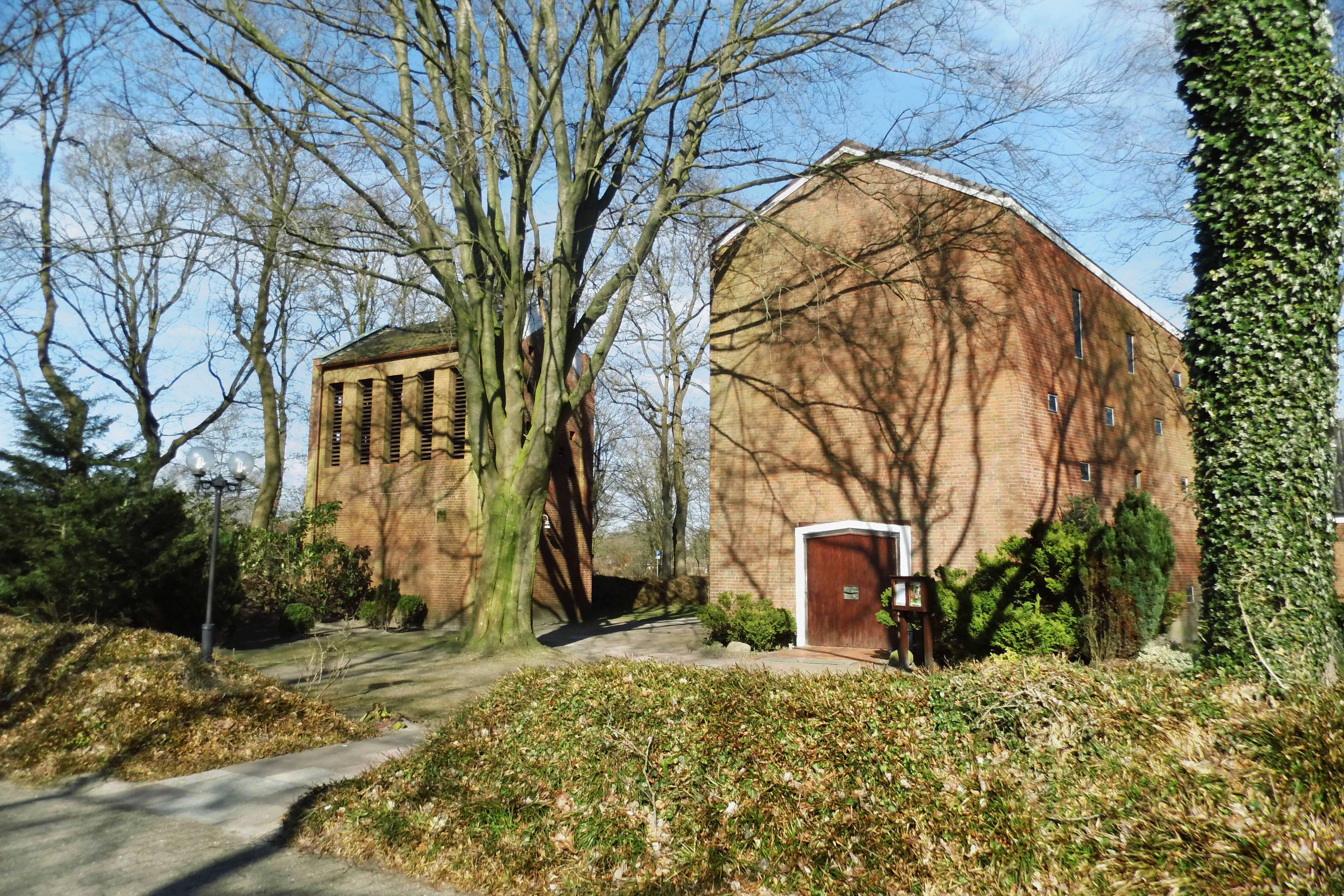
Evangelisch-lutherische Markuskirche in Tannenhausen

Der Ortsrat, der die Auricher Ortsteile Georgsfeld und Tannenhausen gemeinsam vertritt, setzt sich aus fünf Mitgliedern zusammen. Die Ratsmitglieder werden durch eine Kommunalwahl für jeweils fünf Jahre gewählt. Die aktuelle Amtszeit begann am 1. November 2021 und endet am 31. Oktober 2026.
Bei der Kommunalwahl 2021 ergab sich folgende Sitzverteilung:
| Ortsrat 2021Insgesamt 5 Sitze - SPD: 3 - GfA: 1 - AWG: 1 |

### Ortsbürgermeisterin
Ortsbürgermeisterin ist Gerda Küsel (SPD).

## Kultur und Sehenswürdigkeiten

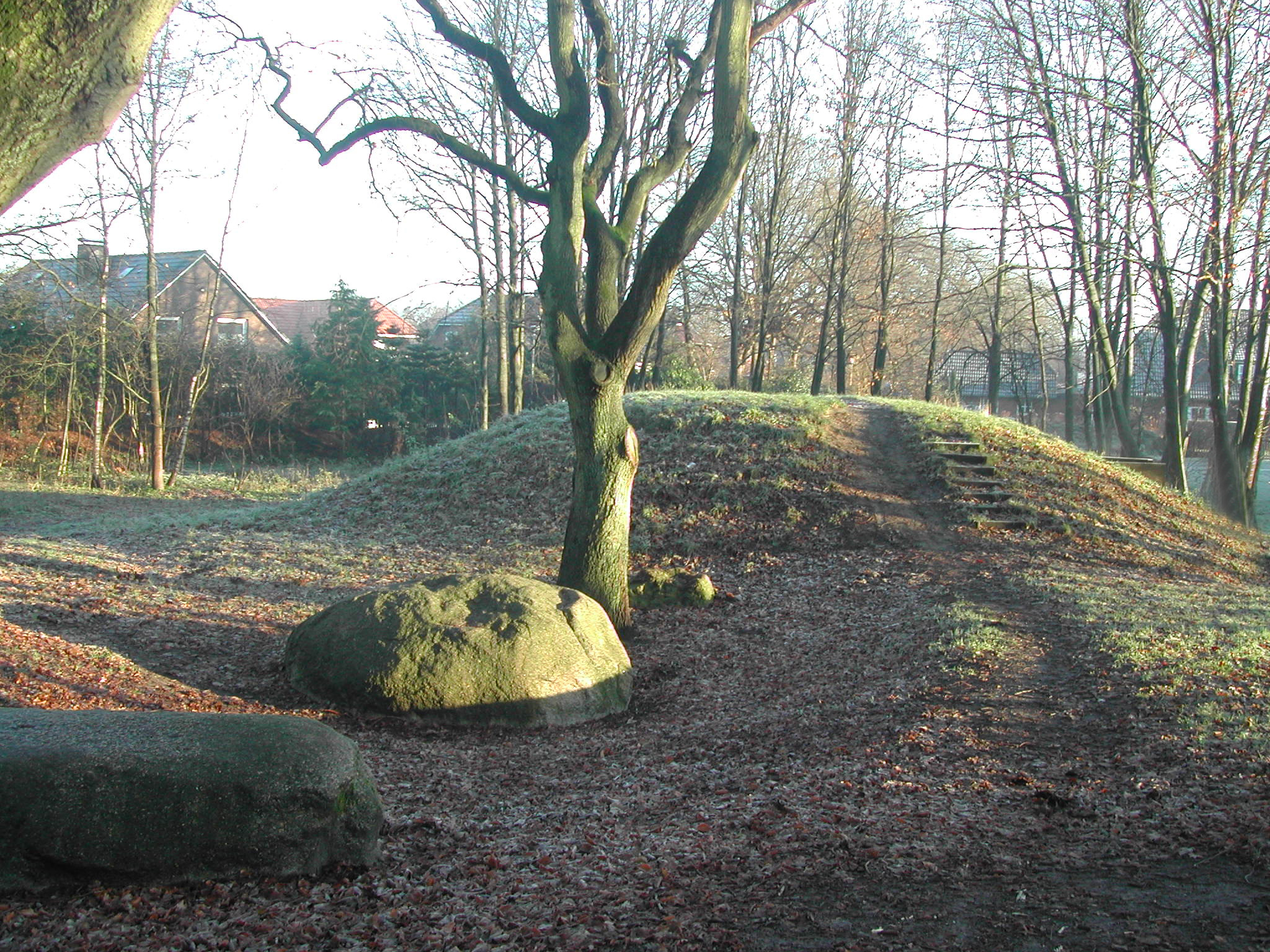
Großsteingrab Tannenhausen

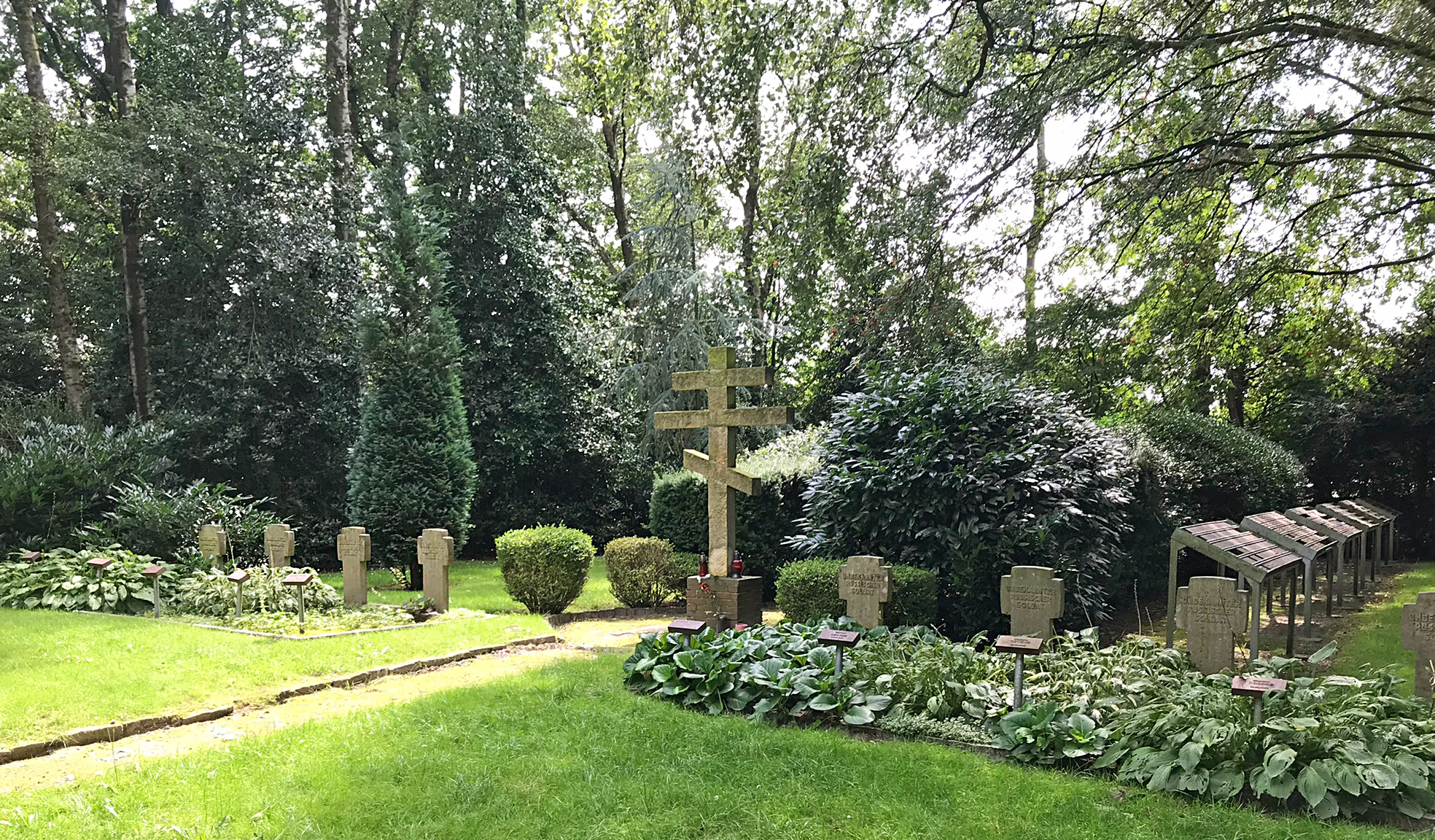
Sowjetische Kriegsgräberstätte

- Das Großsteingrab Tannenhausen ist das einzige in Ostfriesland, von dem sich noch nennenswerte Reste erhalten haben. Es handelt sich hierbei um zwei Decksteine und einen Tragstein (Ostfr. Plattdeutsch Botter, Brood un Kääs genannt). Die benachbarte Grabkammer ist ein Nachbau am originalen Standort.
- 1907 wurde nördlich von Tannenhausen im Moor mit dem Mann von Bernuthsfeld eine Moorleiche aus dem 7. oder 8. Jahrhundert gefunden. Seine Überreste werden mitsamt seiner Kleidung im Ostfriesischen Landesmuseum in Emden gezeigt.
- Die südlich des Großsteingrabes gelegene Mühle Meints gilt mit einer Höhe von etwa 6,5 Metern als der kleinste Erdholländer in Niedersachsen.[5]
- Die Kriegsgräberstätte  „Zum Ewigen Meer“ für sowjetische Kriegsgefangene des Zweiten Weltkriegs befindet sich außerhalb des Dorfes am Südufer des Badesees. Der Friedhof war ursprünglich Teil des sowjetischen Zwangsarbeiterlagers, das als Arbeitskommando Nr. 5885 vom Stalag X C Nienburg/Weser von Februar 1942 bis Mai 1945 in Tannenhausen geführt wurde. Die Gefangenen mussten in dem nahegelegenen Marineartilleriezeugamt (MAZ), einer Munitionsfabrik der Kriegsmarine, Zwangsarbeit leisten. Die meisten Gefangenen starben 1942 durch Entkräftung, Tuberkulose, Ruhr oder Magen-Darm-Entzündung. Auf dem Friedhof sind zwischen 160 und 236 sowjetische Kriegsgefangene begraben inklusive der 10 Russen, die 1952 vom Gelände der Nordwestdeutschen Kraftwerke in Wiesmoor hierher umgebettet worden waren. Die Namen und Daten von 140 Toten konnten seit 2010 durch Projektgruppen der Hauptschule Aurich in Zusammenarbeit mit dem Volksbund Deutsche Kriegsgräberfürsorge recherchiert und öffentlich gemacht werden. Unterstützt wurde das Projekt von den Arolsen Archives, der Stiftung niedersächsische Gedenkstätten, dem Niedersächsischen Landesarchiv (Abteilung Aurich), dem Historischen Museum Aurich sowie der Stadt Aurich und dem Landkreis Aurich.[6]

## Wirtschaft und Infrastruktur
Ein so genanntes Mehrzweckgelände inmitten des Dorfes zieht jährlich tausende von Besuchern zu Messen, Open-Air-Konzerten und anderen Großveranstaltungen an. Vom Auricher Stadtkern liegt Tannenhausen etwa 6 Kilometer entfernt.
Im Ort befindet sich eine Grundschule.

## Persönlichkeiten
- Julius Dietrich Tannen (1752–1829), preußischer Rentmeister (Amtssitz Aurich), Gründer und Namensgeber
- Ewald Christophers (1922–2003), deutscher Autor, ab 1948 Lehrer in Tannenhausen